# Empis stigma
Empis stigma är en tvåvingeart som beskrevs av Joseph Waltl 1837. Empis stigma ingår i släktet Empis och familjen dansflugor.
Artens utbredningsområde är Tyskland. Inga underarter finns listade i Catalogue of Life.